# 户部官票

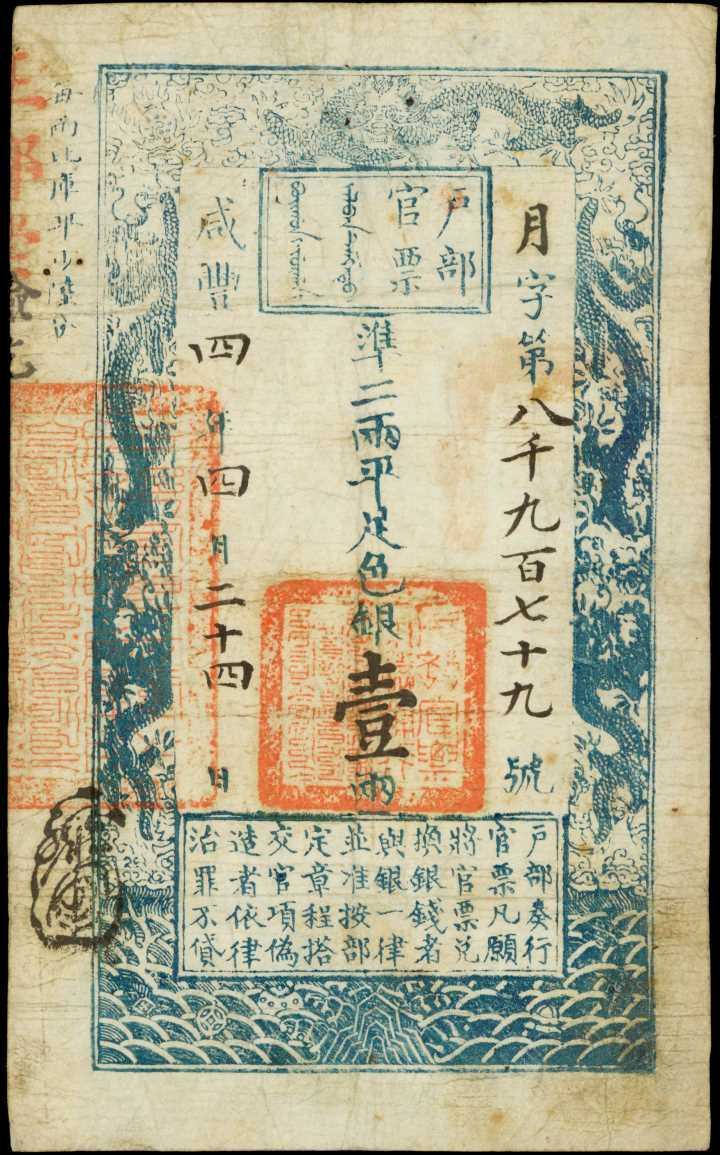
大清戶部官票 (壹兩)

户部官票，是清朝咸丰三年（1853年）由朝廷戶部发行的纸币。以銀兩為單位，分成1兩、3兩、5兩、10兩、50兩等若干種面額。形似大明寶鈔而略小，上端有「戶部官票」滿文、漢文，中間印著銀兩數目，花紋字畫用藍色印刷，銀兩數目用大字墨戳。 
同时发行的还有大清寶鈔。